# Редан, Дишон
Дишон Орфео Марвин Редан (нидерл. Daishawn Orpheo Marvin Redan; родился 2 февраля 2001 года, Амстердам, Нидерланды) — нидерландский футболист, нападающий итальянского клуба «Авеллино 1912».

## Клубная карьера
Редан — воспитанник столичного клуба «Аякс». Летом 2017 года Дишон перешёл в английский «Челси».
31 августа 2021 года перешёл на правах аренды в нидерландский ПЕК Зволле. Летом 2022 года был арендован клубом «Утрехт».
31 января 2023 года перешёл в итальянскую «Венецию», подписав с клубом трёхлетний контракт.

## Международная карьера
В 2018 году в составе юношеской сборной Нидерландов Редан выиграл юношеский чемпионат Европы в Англии. На турнире он сыграл в матчах против команд Германии, Испании, Англии, Ирландии и Италии. В этих поединках Дишон забил три гола.

## Достижения
Международные
Нидерланды (до 17)
- Юношеский чемпионат Европы — 2018